# Melanie South
Melanie South (født 3. maj 1986 i Kingston, Surrey) er en kvindelig tennisspiller fra England. Melanie South startede sin karriere i 2002. 
2. februar 2009 opnåede Melanie South sin højeste WTA single rangering på verdensranglisten som nummer 99. 